# Новий світ

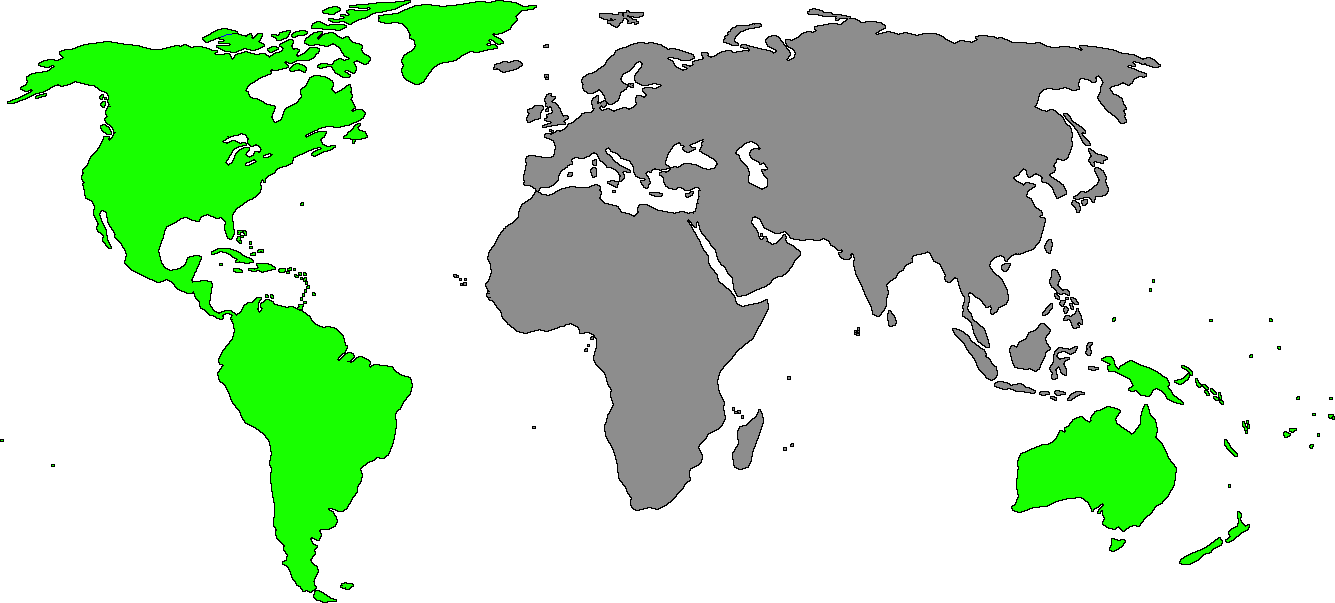
Новий cвіт (зелений) та Старий світ (сірий)

Нови́й світ — частина суші землі окрім Євразії та Африки, тобто перш за все Америка та Австралія.
Назва «Новий світ» не стосується єдиної частини (або континенту) землі. Термін був запропонований наприкінці XV століття невдовзі після відкриття Америки Колумбом, нової частини світу для європейців, які раніше знали про існування лише трьох частин світу — Європи, Азії та Африки (що разом мають назву «Старий світ»). Після відкриття Австралії та островів Океанії, термін розповсюдився і на них.

## Вживання
Терміни «Старий світ» і «Новий світ» мають сенс в історичному контексті і їх застосовують з метою розрізнення основних екологічних зон світу, а також щоб класифікувати рослинні і тваринні види, які там виникли.
Про «Новий світ» також можуть говорити і в історичному контексті, наприклад, говорячи про подорожі Христофора Колумба, іспанське завоювання Юкатану й інші події періоду колонізації Америки. Оскільки бракує альтернатив, термін використовують як колективний при обговоренні питань, що стосуються двох Америк і ближніх океанічних островів, таких як Бермудські острови і Кліппертон.
Термін використовують у біологічному контексті, коли говорять про види Старого світу (Палеарктика, Афротропіка) і Нового світу (Неарктика, Неотропіка). В біологічній таксономії часто додають припис «Новий Світ» тим групам видів, які знайдені виключно на американських континентах, щоб відрізнити їх від співродичів «Старого світу» (Європи, Африки і Азії), наприклад, мавпи Нового Світу, грифи Нового Світу, вівчарик нового світу.

## Походження терміна

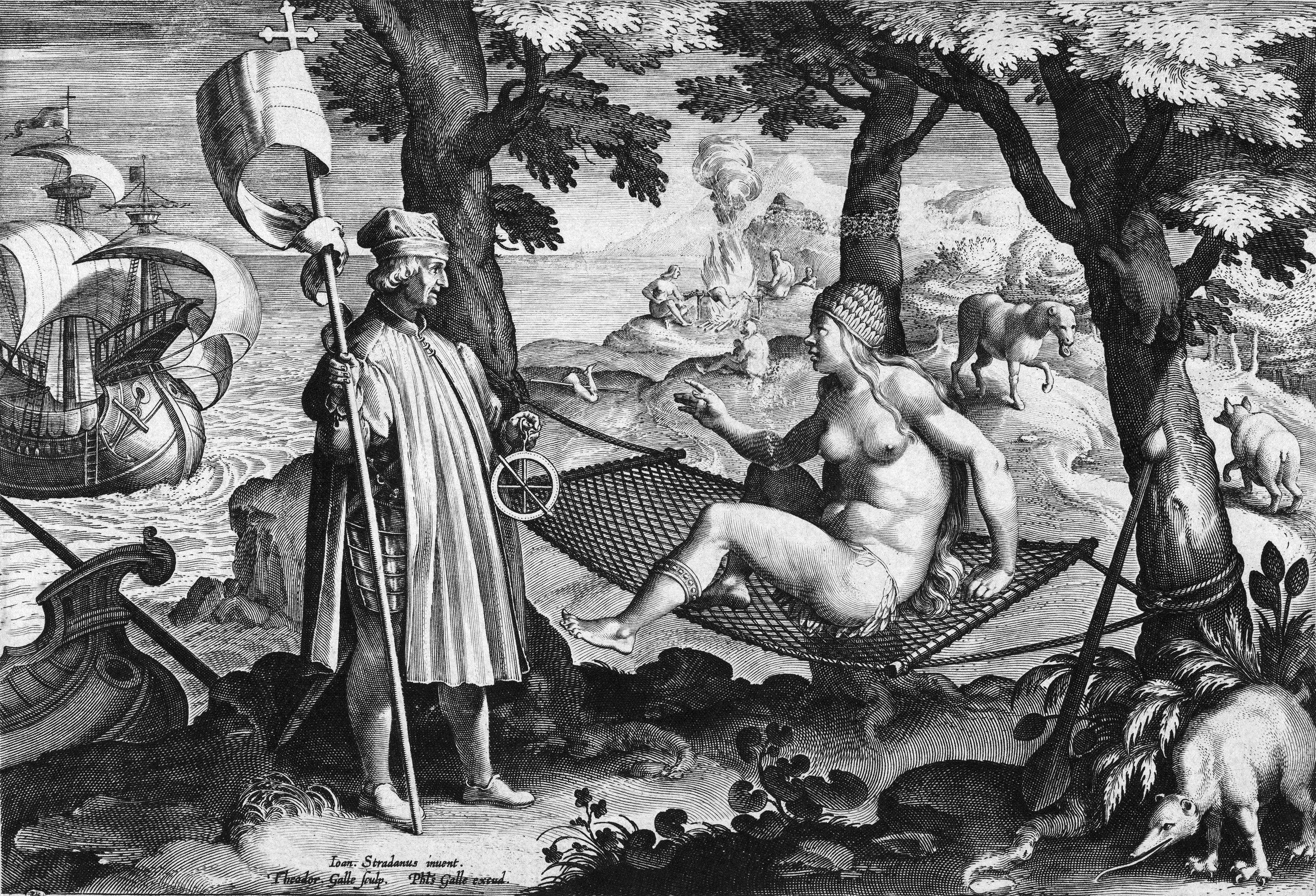
Алегорія Нового світу: Амеріго Веспуччі пробуджує сплячу Америку

Термін «Новий світ» («Mundus Novus») вперше придумав флорентійський дослідник Амеріго Веспуччі у листі, який він написав своєму другові і колишньому покровителю Лоренцо ді П'єро Франческо Медічі весною 1503 року та опублікованому (на латині) від 1503—1504 рр. під назвою Mundus Novus. Лист, написаний Веспуччі, мабуть є першим чітким формулюванням, що має письмову згадку, гіпотези, що землі відкриті європейськими мореплавцями на заході не були берегами Азії, як тоді думав Христофор Колумб, а радше цілком інший континент, «Новий світ».